# 泰扎克 (洛特-加龙省)
泰扎克（法語：Thézac，法語發音：[tezak]）是法国洛特-加龙省的一个市镇，属于洛特河畔新城区。

## 地理
泰扎克（44°25'45"N, 1°0'54"E）面积11.21 平方千米，位于法国新阿基坦大区洛特-加龍省，该省份为法国西南部内陆省份，北起多爾多涅省，西接吉倫特省和朗德省，南至热尔省，东临塔恩-加龙省和洛特省。
与泰扎克接壤的市镇（或旧市镇、城区）包括：蒙泰拉勒、莫鲁、布尔朗、马斯基耶尔、图尔农达日奈。

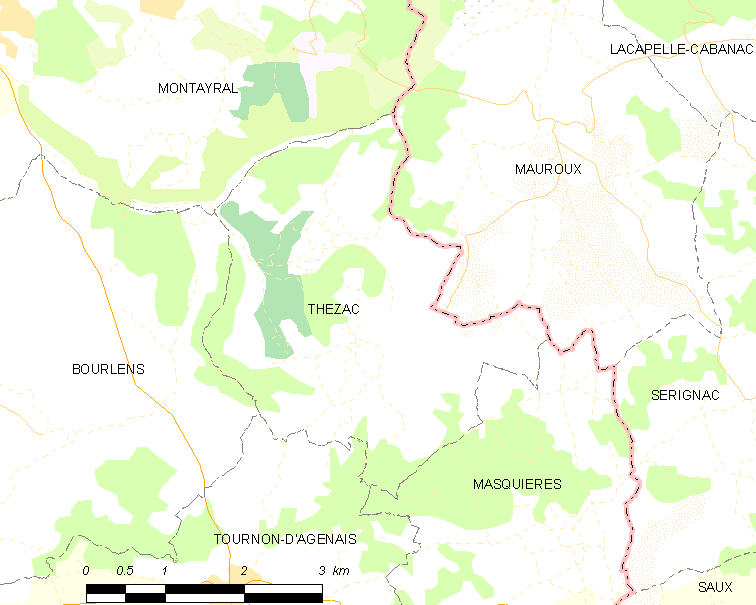
的OSM定位图

泰扎克的时区为UTC+01:00、UTC+02:00（夏令时）。

## 行政
泰扎克的邮政编码为47370，INSEE市镇编码为47307。

## 政治
泰扎克所属的省级选区为勒菲梅卢瓦县。

## 人口

1962-2008年间人口变化图示

泰扎克于2022年1月1日时的人口数量为209人。